# Z5 Paul Jacobi
Z5 «Пауль Якобі» (нім. Z5 Paul Jacobi) — військовий корабель, ескадрений міноносець типу 1934A Кріґсмаріне за часів Другої світової війни.
Есмінець Z5 «Пауль Якобі» був закладений 15 липня 1935 року на верфі DeSchiMAG у Бремені, 24 березня 1936 року спущений на воду, а 29 червня 1937 року введений до складу військово-морських сил Третього Рейху.

## Історія служби

### Норвезька кампанія
При підготовці до операції «Везербюнг» «Пауль Якобі» включили до 2-ї групи, що діяла за планом вторгнення до Норвегії. Завданням групи було транспортувати 138-й гірсько-піхотний полк 3-ї гірсько-піхотної дивізії для захоплення Тронгейму разом з важким крейсером «Адмірал Гіппер». 6 квітня кораблі почали завантажувати війська, а наступного дня відплили. «Пауль Якобі» та Z8 «Бруно Гайнеманн» і Z6 «Теодор Рідель» перевозили по одній роті гірських військ, яким було поставлено завдання захопити форти, що захищали вхід до Тронгейм-фіорду. Зважаючи на ефект раптовості проведення операції, німецькі кораблі змогли без особливих труднощів висадити свої війська, які швидко захопили форти.
У липні 1940 року «Пауль Якобі» був частиною ескорту кораблів, що супроводжували пошкоджений британською субмариною «Клайд» німецький лінкор «Гнейзенау», який переходив з норвезького Тронгейма до Кіля. В результаті торпедної атаки британського ПЧ «Темза» був затоплений німецький міноносець «Лукс».

### Арктичні конвої
1 березня 1942 року 16 суден союзного конвою PQ 12 вийшли з Рейк'явіку у супроводі лінкора «Дюк оф Йорк», лінійного крейсера «Рінаун», важкого крейсера «Кеніа» та дев'яти есмінців, тоді як п'ятнадцять вантажних суден конвою QP 8 вирушили з Мурманська в протилежному напрямку, їх супроводжував легкий крейсер «Найджерія», радянські міноносці «Гремящий» та «Громкий», а також деякими тральщиками та британськими корветами. Величезне зосередження військово-морських сил було виявлено розвідниками Люфтваффе FW 200, і 6 березня лінкор «Тірпіц», який щойно прибув до арктичних вод, у супроводі чотирьох есмінців вийшов з Тронгейма. Про вихід кораблів противника повідомив британський підводний човен «Сівулф», і адмірал Тові негайно вийшов у море зі Скапа-Флоу з лінкором «Кінг Джордж V», авіаносцем «Вікторіос» і крейсером «Шеффілд». Сувора погода та погана видимість призвели до того, що Тові пропустив перехоплення, тоді як зі свого боку німцям вдалося потопити лише одне торгове судно, що відстало від QP 8.
У січні-лютому 1943 року у період перебування 6-ї флотилії в Крістіансанні, у зв'язку з двома спробами провести в арктичні води лінкор «Шарнгорст», есмінці Z5 «Пауль Якобі», Z14 «Фрідріх Ін», Z20 «Карл Гальстер», Z24 і Z25 здійснили два бойові походи (15 і 17-19 січня) на перехоплення пари норвезьких кораблів, що за даними розвідки намагалися прорватися з Гетеборга до Англії.
У березні 1943 року «Пауль Якобі» з Z6 «Теодор Рідель» та Z20 «Карл Гальстер» вийшов на острів Ян-Маєн, де 31 березня мав зустрінутися з проривачем блокади «Регенсбургом». Німецькі есмінці шукали його кілька днів, перш ніж через суворі погодні умови не були змушені повернутися до порту. Але німецьке командування не знало, що напередодні 30 березня, «Регенсбург» був перехоплений і потоплений британським крейсером «Глазго».
Після завершення війни «Пауль Якобі» разом з есмінцями Z4 «Ріхард Бітцен», Z10 «Ганс Лоді», Z6 «Теодор Рідель», Z25, Z30, Z31 і Z38 був переданий британцям, коли вцілілі німецькі військові кораблі були розділені між союзниками після війни.
Франції спочатку було відмовлено в отриманні будь-якого з трофейних кораблів, але зрештою їй передали «Пауля Якобі» та три інших есмінці. 15 січня 1946 року колишній німецький есмінець прибув до Шербура і 4 лютого його передали французам.
Перейменований у «Дезе» того ж дня на честь генерала Луї Дезе, корабель був включений до 1-го дивізіону великих міноносців. У березні–червні 1947 року він був частиною ескорту лінкора «Рішельє» під час візиту президента Франції Венсана Оріоля до Західної та Північної Африки. Пізніше того ж року «Дезе» сам відвідав Північну Африку. «Дезе» було виведено з озброєння до кінця року та передано до резерву в січні 1949 року. Його використовували як джерело запасних частин, поки 17 лютого 1954 року не вивели зі складу флоту й незабаром доставили до Руана на розборку.